# Segona llengua
Una segona llengua és qualsevol idioma adquirit després d'haver après la llengua materna. Aquesta segona llengua s'utilitza per conveniència, necessitat (en el cas dels immigrants) o, més habitualment, com a lingua franca.
És necessari fer una distinció entre els termes 'segona llengua' i 'llengua estrangera'. Denominem llengua estrangera (LE) a un idioma que no pertany al país de l'individu que desitja aprendre-hi. Per exemple, per a un habitant francòfon del Canadà, l'anglès és considerat una segona llengua, ja que Canadà compta amb dues llengües oficials: l'anglès i el francès. D'altra banda, però, el castellà és considerat com una llengua estrangera, ja que no és una de les llengües oficials del país.
També es deu distingir el concepte de segona llengua i el de bilingüisme, doncs un mateix individu pot tenir més d'un idioma natiu o matern après, i en aquest cas, no es pot aplicar la denominació 'segona llengua' per a aquests idiomes. Ja que en els dos casos la intenció és aprendre una llengua diferent, el terme més comú i implementat és 'aprenentatge d'una segona llengua'.
Des del moment en el qual la humanitat sentia la necessitat de l'aprenentatge d'una segona llengua, ja sigui per motius culturals, econòmics, investigatius o científics, han sorgit estudis sobre què processos o mètodes deurien implementar-se per a l'aprenentatge d'una segona llengua. D'acord amb això, s'han identificat dos dels mètodes més comuns i principals, els quals expliquen com un individu aprèn una segona llengua: adquisició i aprenentatge.

## Diferències entre segona llengua i llengua estrangera

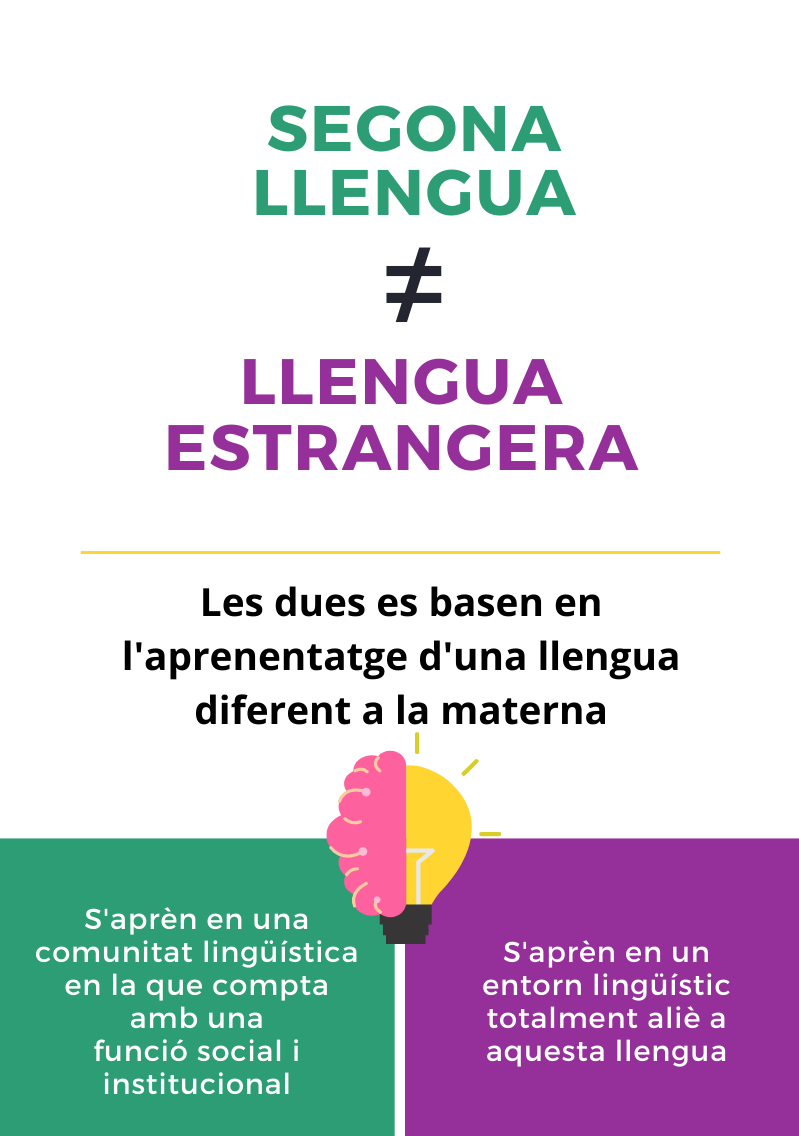
Diferència entre segona llengua i llengua estrangera

És important entendre les diferències entre una segona llengua (L2) i una llengua estrangera (LE). Encara que, tant l'aprenentatge de la L2 com d'una LE es basen en l'adquisició d'una llengua diferent a la llengua materna, gaudeixen d'una diferència substancial i bàsica: la L2 s'aprèn en una comunitat lingüística a la que compleix una funció social i institucional, però la LE compta amb un mètode diferent d'aprenentatge, ja que s'aprèn en un entorn lingüístic completament aliè a la llengua que s'estudia.
Es podria afirmar que l'ensenyament de la L2 i de la LE són diferent en quant a que tenen fins diferents, en la preparació diferent i la selecció dels professionals que la imparteixen, en les nocions prèvies dels estudiants, en els interessos dels professors, etc. En essència, la conclusió és que les diferències són més socials que lingüístiques.
Per exemple, en el cas d'Espanya, és possible trobar diferents indrets bilingües, com ara Catalunya, el País Basc o Galícia, entre d'altres. No és habitual trobar llocs als quals les fronteres territorials coincideixin amb els límits lingüístics, però aquestes zones són un bon exemple de convergència idiomàtica, ja que bona part de la població domina les dues llengües oficials de la seva zona. Tenim, llavors, que ala comunitat autònoma catalana són oficials tant el castellà com el català, així que, algú que ha nascut a Catalunya que domini els dos idiomes serà bilingüe. Però si una persona nascuda i criada a la Comunitat de Madrid (amb l'espanyol com a llengua materna) decideix aprendre català, tindrà el català com a L2 o segona llengua.
Tot i així, no sempre és tan evident la diferència entre L2 y LE, ja que en alguns casos és difícil determinar l'entorn i les circumstàncies de l'aprenentatge d'una llengua.

## Dificultats per aprendre una L2
La majoria de vegades és difícil, però no impossible, aconseguir la mateixa fluïdesa i comprensió que la que es té en la llengua materna. És relativament més fàcil aprendre un nou idioma abans de la pubertat, ja que s'assimila instintivament com una altra llengua materna.
La dificultat per aprendre una segona llengua quan s'és adult, especialment si es tracta d'una llengua que pertany a una família lingüística diferent a la de la llengua materna, sol ser la causa de l'aparició de dialectes i criolls, com el francès crioll, el spanglish o el swenglish.

## Història de les llengües
La segona llengua més estesa al món actualment és l'anglès, tant per la quantitat d'informació publicada en suports físics o digitals en aquesta llengua com per la influència mundial que tenen avui en dia els països anglosaxons.
Històricament, la segona llengua més estesa a Europa fou el llatí. S'usava en camps tan variats com la teologia (sobretot per l'Església Catòlica), el dret, la medicina i en la classificació taxonòmica d'animals, plantes... (nom científic).
El francès fou durant un temps la segona llengua de gran part d'Europa, principalment durant el període en què Anglaterra i França es trobaven sota la mateixa corona. Més endavant, la influència d'aquest idioma es va anar estenent amb la colonització de parts d'Àsia, Amèrica i Àfrica.